# Cyryl Krasiński
Cyryl Krasiński, właściwie Jan Kazimierz hr. Korwin-Krasiński h. Ślepowron. Po niemiecku, Cyrill von Korvin-Krasinski OSB, (ur. 5 września 1905 w Mszanie Dolnej, zm. 29 marca 1992 w niemieckim opactwie) – benedyktyn, polski teolog i filozof, autor książek w języku niemieckim o kulturze i medycynie wschodniej - tybetańskiej.
Jan Kazimierz Krasiński pochodził z ukraińskiej gałęzi rodziny Krasińskich herbu Ślepowron, był piątym z siedmiorga dzieci Henryka Piotra Krasińskiego (zm. 1928), doktora praw, działacza patriotycznego i społecznego oraz Marii z Łęskich (zm. 1958). Studiował w Instytucie Katolickim w Paryżu, jak również kompozycję i muzykę u Nadii Boulanger. Próbował swoich sił w malarstwie, tworząc pod wpływem Picassa. W 1931 roku rozpoczął studia teologiczne w Innsbrucku. 19 grudnia 1936 roku przyjął święcenia kapłańskie w Katedrze wawelskiej.
Wstąpił do zakonu benedyktynów, przyjmując zakonne imię, Cyryl. Przebywał w niemieckim opactwie Maria Laach. W latach 1939−1940 był więziony przez Gestapo, zwolniony po interwencji z Watykanu wyjechał tam i pozostał do 1947 roku. Później powrócił do opactwa. Opublikował wiele książek, poświęconych między innymi medycynie tybetańskiej, teologii, filozofii, antropologii, historii religii i kultów wschodnich.

## Prace
- Die Tibetische Medizinphilosophie. Der Mensch als Mikrokosmos (1953)
- Mikrokosmos und Makrokosmos in religionsgeschichtlicher Sicht (1960)
- Die geistige Erde (1960)
- Trina Mundi Machina. Die Signatur des alten Eurasien (1986)
- Östliches-Westliches : Studien zur vergleichenden Geistes- und Religionsgeschichte : Hommage an Cyrill J.C. von Korvin-Krasinski (1995)